# The Raelettes
The Raelettes var en flickgrupp som bildades för att köra bakom Ray Charles. Gruppen var aktiv från 1950-talet och fram tills Charles död 2004.  
Dess medlemmar bestod ursprungligen av Earl-Jean McCrea, Margie Hendrix, Pat Lyles och Mary Ann Fisher. På 1960-talet ingick Gwendolyn Berry, Merry Clayton, Clyde King och Alexandra Brown. Senare ingick Mable John, Merry Clayton och Susaye Greene. I 1980-talets uppsättning av The Raelettes ingick Avis Harrell, Madlyne Qubeck, Estella Yarobourgh, Trudy Cohran och Pat Peterson.
Även om de aldrig fick berömmelse för sina singlar, så hade de hade ett antal pop och R&B-hits mellan 1967 och 1971. Tidigare, innan man antog namnet The Raelettes, hette gruppen The Cookies.

## Historia
The Raelettes bildades ur gruppen The Cookies, en tjejgrupp bildad i Brooklyn 1954. The Cookies nådde framgång 1956 med egna låtar och körade bakom artister som LaVern Baker och Ruth Brown. 
Samtidigt rekryterades Mary Ann Fisher, av Ray Charles för att sjunga duetter med honom. Charles introducerades för The Cookies och inkluderade Fisher i bandet som samtidigt bytte namn till The Raelettes. Fisher och den ursprungliga The Cookies medlemmen Margie Hendrix valde att fortsätta arbeta med Charles, medan de andra två ursprungliga bandmedlemmarna återgick till egna karriärer. De ersattes då av Della Bea Robinson och Darlene McRae – den förstnämnda blev senare Charles andra fru.
När Ike och Tina Turner på 1970-talet släppte plattan Souled Out (Tangerine 1511) var även  The Raelettess med. Den gavs ut under namnet The Raelettes with Ike & Tina Turner
Efter att Charles bildat Tangerine lanserade gruppen ett antal egna låtar så som That Goes to Show You, You Have a Way with Me och Bad Water. Efter 1976 slutade gruppen med egna låtar och agerade endast som kör till Charles. Detta fortsatte fram tills hans död 2004.

## Diskografi
Studioalbum
- 1972 - Yesterday... Today... Tomorrow

Singlar
- 1967 - Into Something Fine / Lover's Blues
- 1967 - One Hurt Deserves Another / One Room Paradise
- 1967 - I Want To Thank You / It's Almost Here
- 1968 - All I Need Is His Love / I'm Getting along All Right
- 1970 - I Want to Do Everything for You / Keep It to Yourself
- 1970 - That Goes to Show You / Bad Water
- 1970 - You Have a Way with Me / You Must Be Doing Alright
- 1971 - Come Get It I Got It / Try A Little Kindness

Samlingsalbum
- 1993 - Hits and Rarities